# Домна Томська
Домна Томська (Домна Карпівна; початок XIX століття, Полтава, Полтавська губернія — 16 (28) жовтня 1872, Томськ) — томська юродива, свята, що народилась на Полтавщині. Канонізована православною церквою в 1984 році у списку Собору Сибірських святих.

## Життєпис
Основним джерелом про життя Домни є дані, зібрані томським священиком Н. Митропольским і видані ним у 1883 році.
Згідно з ревізькими казками Домна Карпівна народилася на початку XIX століття у дворянській родині в Полтавській губернії і рано осиротіла, тому виховувалася тіткою. Отримала гарну освіту, володіла кількома іноземними мовами. Щоб уникнути шлюбу, пішла з дому і почала мандрувати:
|  | Батьків у мене не було, жила я у тітки. Тітка хотіла мене віддати заміж силою, а я заміж йти зовсім не хотіла. Гуляла в садку і втекла. |

Не маючи паспорту, була арештована за бродяжництво та під ім'ям Марії Слепченко судом була заслана до села Іткуль Каїнського округу Томської губернії. Поселившись у місті Каїнське (Куйбишев) (нині — Новосибірської області), почала юродствувати. З початку 1860-х років оселилася в Томську.
Домна не мала постійного житла, часто ночувала на вулиці, носила з собою мішки з дрантям, які були для неї веригами. В кишенях носила бите скло, каміння, тріски, тирсу, шматочки цукру — все це вона роздавала людям, вкладаючи в подарунок алегоричний сенс. У церкві на службах вона переходила з місця на місце, переставляла і гасила свічки, а деякі знімала і складала у свої мішки. Дуже любила собак, яких підгодовувала, і вони ходили за нею зграєю.
Прагнула не отримувати будь-якого майна, тому не брала милостиню грішми, воліючи хліб, який роздавала мандрівникам. Відомий випадок, коли Томський єпископ Порфирій (Соколовський) подарував їй свою шубу, яку Домна в знак поваги одягла, а потім віддала бідним. Прагнучи допомагати арештантам, Домна, гуляючи вулицями, голосно співала духовні пісні, за що неодноразово затримувалася і потрапляла до поліцейської дільниці, куди її шанувальники приносили їжу. Але вона її роздавала арештованим.
При цьому відзначають, що, залишаючи юродство, Домна Карпівна розмовляла чітко і на високоінтелектуальні теми. Вона також вела повчальні розмови. Одного разу через Томськ проїжджала знатна жінка, яка виявилася її знайомою, і з нею Домна всю ніч розмовляла іноземною мовою.
Померла Домна Карпівна 16 жовтня 1872 року, була похована на кладовищі Іоанно-Предтеченського жіночого монастиря Томська при великому скупченні городян і духовенства. У 1927 році монастир був закритий. А через три роки ліквідували його цвинтар. На його місці пізніше було побудовано студентське містечко Томського технологічного інституту.

## Ушанування пам'яті

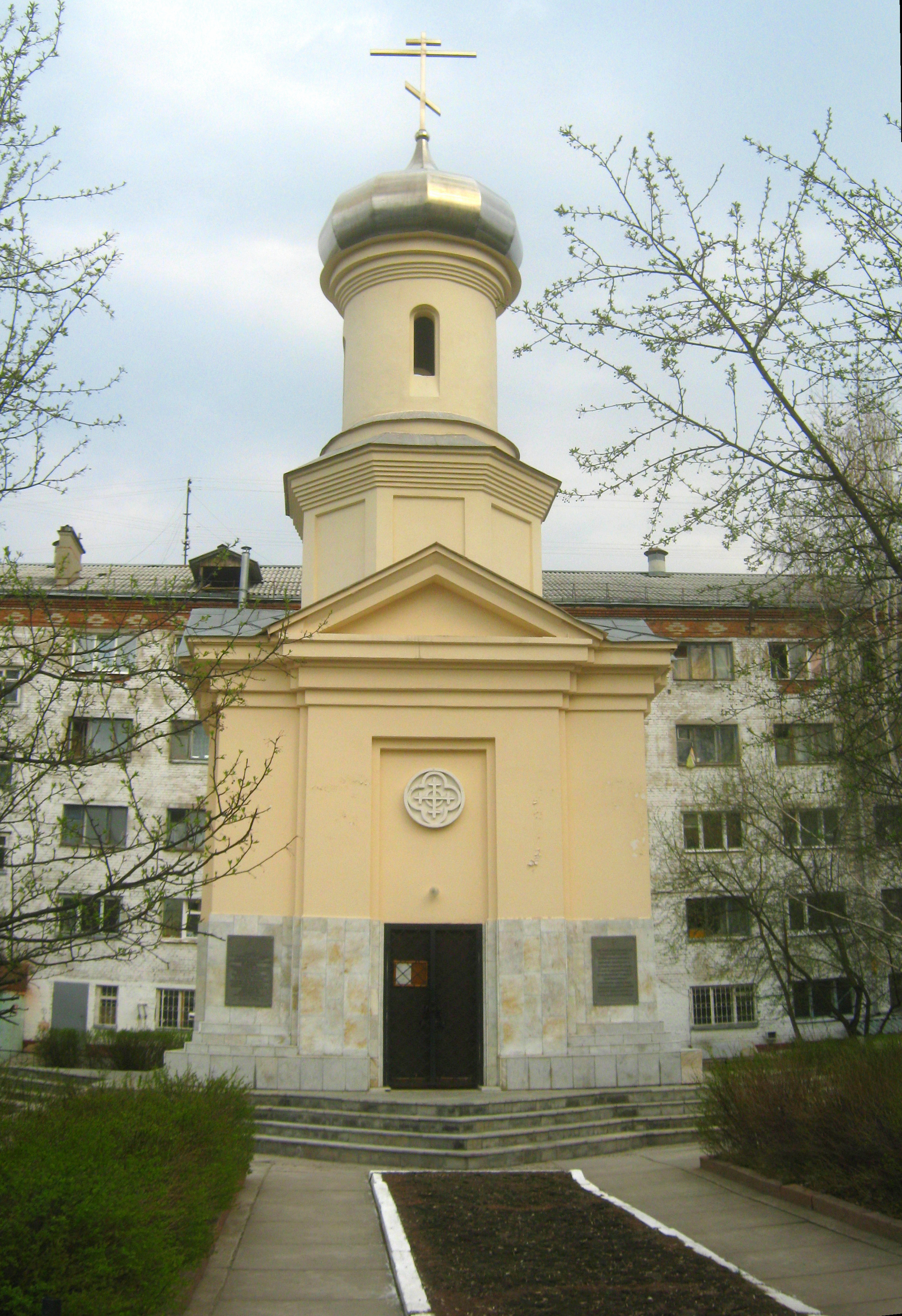
Каплиця Домни Томської, відкрита 1996 року

У 1916 році ім'я Домни було внесено до «Сибірського патерика», складеного архієпископом Омським Сильвестром (Ольшевским).
Канонізована Домна Томська в лику блаженних 10 червня 1984 року в складі Собору Сибірських святих. У Томську святу Домну шанують як «сибірську Ксенію Петербурзьку».
1996 року на відзначення сторіччя закладки інституту на місці передбачуваного поховання блаженної Домни була побудована каплиця. Табличка на ній повідомляє: 
|  | Ця каплиця поставлена на території колишнього Іоанно-Предтеченського жіночого монастиря на пам'ять про святу Домну Томську, професорів і викладачів Томського технологічного інституту імператора Миколи II, імператорського Томського університету і про всіх тут похованих. |